# Rs672病毒
Rs672病毒（Rs672/2006）是嚴重急性呼吸系統綜合症相關冠狀病毒（SARSr-CoV）的一個病毒株，於2006年在中國貴州的中華菊頭蝠糞便樣本中被發現，其基因組已被完整定序，長29059nt，與造成SARS事件的SARS-CoV基因組序列相似度為93.4%，在SARSr-CoV中屬於SARS-CoV相關病毒，於2010年發表。